# Eupydna indonesiae
Eupydna indonesiae är en fjärilsart som beskrevs av Sergius G. Kiriakoff 1962. Eupydna indonesiae ingår i släktet Eupydna och familjen tandspinnare. Inga underarter finns listade i Catalogue of Life.